# Atte Korhonen
Atte Korhonen (* 19. April 1997 in Sotkamo) ist ein finnischer Nordischer Kombinierer.

## Werdegang
Seinen ersten Wettkampf im Continental Cup der Nordischen Kombination absolvierte Korhonen am 14. Februar 2015 in der Ramsau. In einem Gundersen-Wettkampf von der Normalschanze mit einer sich daran anschließenden Langlaufdistanz über zehn Kilometer erzielte er den 53. Rang. Bei den Nordischen Junioren-Skiweltmeisterschaften 2016 im rumänischen Râșnov gewann er im Teamwettbewerb gemeinsam mit Wille Karhumaa, Mikko Hulkko und Eero Hirvonen die Bronzemedaille. Am 15. Januar 2017 erzielte er in Ruka auf Platz 24 erstmals Punkte bei einem Wettbewerb im Rahmen des Continental Cups. Bei den Junioren-Skiweltmeisterschaften 2017 kam er in einem der Einzelwettkämpfe auf Platz acht und verpasste im Team mit Karhumaa, Atte Kettunen und Arttu Mäkiaho als Vierter den erneuten Gewinn der Bronzemedaille nur knapp. Am 4. März 2018 debütierte er in Lahti im Weltcup und erzielte als 30. auf Anhieb einen Weltcuppunkt.

## Statistik

### Weltcup-Platzierungen
| Saison  | Platz | Punkte |
| ------- | ----- | ------ |
| 2017/18 | 73.   | 01     |

### Grand-Prix-Platzierungen
| Saison | Platz | Punkte |
| ------ | ----- | ------ |
| 2018   | 33.   | 34     |

### Continental-Cup-Platzierungen
| Saison  | Platz | Punkte |
| ------- | ----- | ------ |
| 2016/17 | 82.   | 13     |
| 2017/18 | 68.   | 36     |